# Гарбузов, Валерий Николаевич
Валерий Николаевич Гарбузов (род. 10 июля 1960, Псков, РСФСР, СССР) — российский историк, политолог, в 2016—2023 годах — директор Института Соединённых Штатов Америки и Канады Российской академии наук» (ИСКРАН), профессор факультета мировой политики Государственного академического университета гуманитарных наук (ГАУГН). Член-корреспондент РАН с 2022 года.

## Образование и учёные степени
В 1982 году окончил исторический факультет Псковского государственного педагогического института по специальности «история, обществоведение, английский язык».
В 1990 году окончил аспирантуру Ленинградского государственного педагогического института имени А. И. Герцена. Тогда же защитил кандидатскую диссертацию на тему «Антивоенное движение в США (1981—1988)» по специальности «всеобщая история». В 2000 году в Санкт-Петербургском государственном университете защитил докторскую диссертацию «„Рейгановская революция“: Теория и практика американского консерватизма (1981—1988)» по специальности «всеобщая история».

## Профессиональная деятельность
В 1982—1985 гг. работал учителем истории средней школы № 1 г. Пскова (бывшей Губернской мужской гимназии). Возродил работу школьного музея, получил уникальные материалы её выпускников: писателей В. А. Каверина и Ю. Н. Тынянова, академиков А. А. Летавета, И. К. Кикоина и Л. А. Зильбера.
В 1985—2000 годы работал в Псковском государственном педагогическом институте (ассистент, старший преподаватель, доцент, старший научный сотрудник. С 1993 по 2000 гг. — заведующий кафедрой всеобщей истории). По его инициативе и при активном участии стал издаваться научно-практический историко-краеведческий журнал «Псков».
В 1997 годы в издательстве Псковского Центра «Возрождение» благодаря международным научным связям В. Н. Гарбузова и финансовой поддержке Министерства образования и культуры Австрии вышел первый выпуск альманаха «Метаморфозы истории». В редакционную коллегию первого выпуска альманаха вошли ученые Нидерландов, Австрии, ряда университетов и пединститутов России. Был ответственным редактором первых двух номеров альманаха. В настоящее время является заместителем председателя редакционного совета альманаха.
В 1997—1998 годы как стипендиат программы Фулбрайта находился на стажировке в США, в Университете Теннесси (Ноксвилл, штат Теннесси, США), в ходе которой собирал материал для книг об американском консерватизме, Рональде Рейгане и Александре Хейге.
В июле 2000 годы перешел на работу в Институт США и Канады РАН, на должность заведующего отделом внутриполитических исследований.
В 2006 годы избран заместителем директора Института США и Канады РАН (ИСКРАН). Курировал исследования по внутриполитическим и социально-политическим проблемам США.
22 декабря 2015 годы назначен врио директора ИСКРАН. 24 февраля 2016 г. В. Н. Гарбузов на общем собрании сотрудников института избран директором ИСКРАН. 11 апреля 2016 г. утверждён в должности директора ИСКРАН. 21 мая 2021 года переизбран на должность директора ИСКРАН.
В 2022 году избран членом-корреспондентом РАН.
1 сентября 2023 года Гарбузов был отстранён от должности директора ИСКРАН.

## Сферы научных интересов
Американский консерватизм, политическая система США, система государственного управления США, внешняя и внутренняя политика США и России, мировая политика.
В. Н. Гарбузов — член Учёного совета и Диссертационного совета по политическим наукам ИСКРАН, член редколлегий журналов «США и Канада: экономика, политика, культура», «Россия и Америка в XXI веке», альманаха «Метаморфозы истории», член Российского совета по международным делам (РСМД).
В.Н. Гарбузов – специалист в области международных отношений и американистики, современной истории и внутриполитического развития США, автор свыше 100 научных публикаций по проблемам теории и практики современного американского консерватизма, отношений государства и общества, внутренней и внешней политики США, российско-американских отношений, в том числе 17 индивидуальных и коллективных монографий: «Рейгановская революция». Теория и практика американского консерватизма (1981—1988)» (1999), «Александр Хейг, или Три карьеры одного генерала» (2003), «Революция Рональда Рейгана» (2008); глав в коллективных монографиях: «Федеральные выборы в США в 2000 г.» (2001), «США в 2000 г.» (2002), «Россия в полицентричном мире» (2011), «Russia in a Polycentric World» (2012), «Америка в фокусе российских исследователей. История и современность» (2014), «Глобальное управление: Возможности и риски» (2015), «Консерватизм и развитие: основы общественного согласия» (2015); а также статей в научной и общественно-политической периодике: журналах «США-Канада: экономика, политика, культура», «Россия и Америка в XXI веке», «Общество и экономика», «Международные процессы», «Политические исследования», «Новая и новейшая история», «Преподавание истории в школе», «Человек и труд», «БОСС: Бизнес: организация, стратегия, системы», «Эхо планеты», «Историк», «Российская газета», «Независимая газета», «Российская Федерация сегодня», «Профиль» и др. В. Н. Гарбузов — автор и ответственный редактор ряда индивидуальных и коллективных монографий, научных сборников, учебных и учебно-методических пособий.
Основные результаты научной деятельности В.Н. Гарбузова  состоят в теоретическом анализе проблем теории и практики современного американского консерватизма; в исследовании типов и соответствующих им особенностям этого политического течения; изучении механизмов и специфики функционирования системы государственного управления США на современном этапе; выявлении особенностей современной социально-экономической модели США и ее эволюции в ХХ - первой четверти XXI вв.; в исследовании и обобщении механизмов взаимодействия политических партий и органов государственной власти США.
Научную работу В. Н. Гарбузов сочетает с преподавательской деятельностью в высших учебных заведениях. За время работы в Псковском государственном педагогическом институте вел лекции и семинарские занятия для студентов исторического факультета по курсам «Новая и новейшая история стран Европы и Америки», «Историография всеобщей истории», «Источниковедение всеобщей истории», «Политический процесс и политическая система США», а также ряд спецкурсов и спецсеминаров. С 2000 г. работает в должности профессора факультета мировой политики Государственного академического университета гуманитарных наук (ГАУГН) — читает курс лекций «Новейшая история стран Европы», «История США». С января 2003 г. — первый заместитель декана этого факультета, заведующий кафедрой зарубежного регионоведения. В 2004—2006 годах работал в должности профессора кафедры региональных исследований факультета регионоведения и иностранных языков МГУ им. М. В. Ломоносова. Под его руководством подготовлено и защищено 4 кандидатских диссертации.
В.Н. Гарбузов принимал участие в подготовке информационно-аналитических материалов для федеральных органов государственной власти: Администрации Президента РФ, Совета безопасности РФ, Государственной думы и Совета Федерации Федерального собрания РФ, МИД РФ и др. административных ведомств.

## Резонансная статья в «Независимой газете»
29 августа 2023 года В. Гарбузов опубликовал статью в «Независимой газете» «Утраченные иллюзии уходящей эпохи», в которой писал: «Сегодня на волне антизападных настроений в атмосфере псевдопатриотического безумства, охватившего регулярно слушающее „старые песни о главном“ население России, которое с поразительной лёгкостью, наивно и бездумно воспринимает тезисы тотальной государственной пропаганды, создаются новые мифы, а вместе с ними формируется и современное утопическое сознание».
1 сентября 2023 года Гарбузов был отстранён от должности директора ИСКРАН. Трудовой договор с ним был расторгнут «в связи с принятием уполномоченным собственником имущества организации лицом (органом) решения о прекращении трудового договора, пункт 2 части первой статьи 278 Трудового кодекса Российской Федерации».
Политолог Георгий Бовт счёл, что Гарбузова уволили за статью, расходящуюся с официальной позицией власти, и отметил, что историк не уехал из России, зато развил свои мысли в новой статье, а также подвергся критике на федеральных телеканалах.
10 сентября 2023 г. с целью «положить конец спекуляциям и псевдоаналитике тех «пикейных жилетов», которые увидели здесь политические интриги, заговор, иностранную руку и т.п.»  появилось заявление главного редактора «Независимой газеты» Константина Ремчукова, где он  отметил, что статья Гарбузова «на 100% соответствовала критериям для публикации».

## Награды
- Награжден знаками МИД России:

«За вклад в международное сотрудничество» (№ 588, 15 декабря 2017 г.).  
«За взаимодействие» (№ 449, 29 сентября 2020 г.).
- Почётная грамота РАН (2019).

## Труды
Монографии и главы в коллективных монографиях
- «Рейгановская революция»: Теория и практика американского консерватизма. 1981—1988. — СПб. — Псков, 1999.
- Типология американского консерватизма: историографический очерк. — Псков: Псковский государственный педагогический институт, 1999.
- Александр Хейг, или Три карьеры одного генерала. — М.: Наука, 2004.
- Революция Рональда Рейгана. / Отв. ред. Э. А. Иванян — М.: Наука, 2008. — 567 с. (Рецензии: Н. А. Хоменко. Когда низы хотят, а верхи могут. // США-Канада: экономика, политика, культура. 2009. № 5. С. 81-98.)
- Метаморфозы истории. Альманах. Выпуск 2. / Отв. ред. В. Н. Гарбузов. — Вена — Псков, 2002.
- Н. М. Травкина. Федеральный бюджет США: закон и политика. Законодательное регулирование и практика бюджетного процесса / Отв. ред. В. Н. Гарбузов. — М.: Наука, 2002. — 224 с.
- Федеральные выборы 2000 года в США (Предисловие — С. 3-10, Глава «Национальные партийные съезды и предвыборные платформы» — С. 33-71). — Отв. ред. Н. Г. Зяблюк — М.: ИСКРАН, 2001.
- США в 2000 году. / Отв. ред. С. М. Рогов. — М.: Наука, 2002. Глава 2 «Президентские выборы: определение национальных приоритетов и опыт политических технологий в исторической ретроспективе». (глава в коллективной монографии).
- Социально-экономические модели в современном мире и путь России. Книга 2: Социально-экономические модели (из мирового опыта). Глава 19. Специфика социально-экономической модели США. — С. 567—629./ Под ред. К. Микульского. — М.: Экономика, 2005.
- Новый этап развития международных отношений. Часть 1. Глава 4. Политические партии и эволюция внешнеполитического курса — М.: ИСКРАН, 2008 — С. 64-81.
- Лидерство и конкуренция в мировой системе: Россия и США. Глава «Президентские выборы 2008 года в США: внешнеполитический фактор кампании». — М.: КРАСАНД, 2010. С. 183—205.
- Россия в полицентричном мире. / Под ред. А. А. Дынкина, Н. И. Ивановой (Глава «Социально-экономическая и внутренняя политика США») — М.: Весь мир, 2011. 580 с.
- Russia in a Polycentric World/ A.A. Dynkin and N.I. Ivanova, Eds. Moscow: Ves Mir Publishers, 2012. 580 p.
- Социально-экономическая политика второй администрации Б. Обамы и её влияние на внешнюю политику США. — М., 2013 (Соавторы: Бабич С. Н., Войтоловский Ф. Г., Данилин И. В., Дмитриев С. С., Журавлёва В. Ю., Зевелева Г. Н., Иванова Н. И., Кириченко Э. В., Королев И. С., Корнеев А. В., Лебедева Л. Ф., Кременюк В. А., Рей А. И., Портной М. А., Рябков С. А., Рогов С. М., Супян В. Б., Травкина Н. М.).
- Ситуационные анализы. Выпуск 4: Америка в фокусе российских исследователей. История и современность. / Под ред. Т. А. Шаклеиной. — М.: МГИМО-Университет, 2014. 416 с. — Глава 3. Американское политическое противостояние (2009—2012). — С. 61-102.
- Консерватизм и развитие: Основы общественного согласия / Под ред. Б. И. Макаренко. — М.: Альпина Паблишер, 2015. — 332 с. Глава 2. Национальные модели консерватизма (Консерватизм в США) (с.162-189).
- Глобальное управление: Возможности и риски / Отв. ред. — В. Г. Барановский, Н. И. Иванова. — М.: ИМЭМО РАН, 2015. — 315 с. Глава 2.1. США (с. 154—178).
- Дональд Трамп: первые президентские инициативы. // Российско-американское сотрудничество и противоборство. Значение для национальной безопасности России. / Отв. ред. С. М. Рогов. — М.: Весь мир, 2017 — С. 15-44.
- Стратегии биполярности и партнерства полицентричного мира. //In: Substantializing Mutually Beneficial, Forward-Looking Relations between the Republic of Korea and the Russian Federation in the Spirit of Strategic Partnership.- Hanyang University, 2018 // P. 33-40.
- Российско-американское взаимодействие и китайский фактор. // Китай-Россия-США трехсторонние отношения: состояние и перспективы. Материалы международной научной конференции. 13-14 сентября 2017 г., Шанхай (КНР) — М., Весь мир. 2018 // С. 17-25.

Научные статьи
- Как реформировать историческое образование в высшей школе. // Новая и новейшая история. 1992. — № 1. — С. 219—221.
- Консерватизм: понятие и типология (историографический обзор) // Политические исследования (ПОЛИС). 1995. — № 4. — С. 60-68.
- Рейгановская модель руководства государством // США — экономика, политика, идеология. 1997. — № 9. — С. 40-53.
- Президентские библиотеки // США — Канада — экономика, политика, идеология. 1999. — № 5. — С. 119—127.
- Консерватизм: идейные основы и классификация // Преподавание истории в школе. 1999. — № 4 — С. 18-23.
- Метаморфозы американского консерватизма. // США-Канада: экономика, политика, культура. 2000. — № 10. — С. 15—31.
- Рейган и рейганизм: историографический очерк. // США-Канада: экономика, политика, культура. 2001. — № 2. — С. 60—79.
- Администрация Джорджа У. Буша. // США-Канада: экономика, политика, культура. 2001. — № 4. — C. 18—34.
- Карьера генерала Хейга (Отрывок из книги) // США-Канада: экономика, политика, культура. 2001. — № 6. — С. 89—104.
- Первые сто дней Джорджа У. Буша. // США-Канада: экономика, политика, культура. 2001. — № 7. — С. 85—87.
- Президент Буш и парадоксы «сострадательного консерватизма». // США-Канада: экономика, политика, культура. 2001. — № 8. — С. 3—27. (соавт. Д. Ю. Богданов).
- Губернатор штата: статус и полномочия. // США-Канада: экономика, политика, культура. 2002. — № 7. — С. 55-70. (в соавт. с А. П. Поповичем).
- Философия «сострадательного консерватизма». // США-Канада: экономика, политика, культура. 2002. — № 3. — С. 55-77.
- Американское общество на рубеже столетий (по материалам переписи населения 2000 г.). // США-Канада: экономика, политика, культура. 2002. — № 9. — С. 19-38. (соавт. О. А. Иванов, В. В. Трибрат).
- Американское политическое равновесие (по итогам выборов 2002 г.). // США-Канада: экономика, политика, культура. 2003. — № 2. — С. 3-26.
- Социально-экономическая модель США // Общество и экономика. 2004. — № 11-12. — С. 228—277.
- Американские выборы как «плановый кризис». // Международные процессы. Том 6. Номер 2 (17). Май-Август 2008. — С. 16-26.
- США: момент истины во время войны. Международное измерение политического процесса (статья в электронном журнале). // Россия и Америка: XXI век. 2009. № 1.
- Американские консервативные волны. // США-Канада: экономика, политика, культура. 2016. — № 5. — С. 3-17.
- Трамп: блокированное президентство. // США-Канада: экономика, политика, культура. 2017. — № 11. — С. 5-28.
- Перевернутая «великая шахматная доска», или Биполярности полицентричного мира. // Россия и Америка в XXI в. 2018. — № 4.